# Rubem Alves
Rubem Alves (Boa Esperança, 1933. szeptember 15. – Campinas, 2014. július 19.) brazil újságíró, filozófus, teológus, író, egyetemi tanár és költő. A felszabadítási teológia egyik alapítója, számos könyvet kiadott, részben ebben a témában.